# 글록시니아
글록시니아(Sinningia speciosa)는 브라질 원산으로, 온실에서 재배하는 여러해살이풀이다. 괴경으로 번식하고, 줄기는 짧다. 잎은 마주나며 잎자루가 있고, 난상 원형이다. 끝이 뾰족하고 두꺼우며, 가장자리에 둔한 톱니가 있고, 전체가 비단 같은 털로 덮인다. 꽃은 흰색, 적자색으로 꽃줄기 끝에 1송이씩 옆을 향해 달리고, 꽃줄기의 길이 10-15cm, 꽃받침은 5갈래, 갈래는 난형, 끝이 뾰족하다. 화관은 종 모양이고 길이 5cm, 5갈래이며 수술은 5개, 암술과 수술의 길이는 비슷하다.